# Marcella Mariani
Marcella Mariani (Roma, 8 febbraio 1936 – Monte Terminillo, 13 febbraio 1955) è stata un'attrice italiana, eletta Miss Italia 1953.

## Biografia
Nata e cresciuta al Valco San Paolo, nel quartiere romano dell'Ostiense, a 17 anni vinse il concorso Miss Italia 1953 a Cortina d'Ampezzo e interpretò se stessa nel film Siamo donne. Iscrittasi al Centro sperimentale di cinematografia, ottenne ruoli impegnativi sotto la direzione di registi di vaglia: in Senso di Luchino Visconti (1954) ebbe la sua parte più significativa: a fianco di Alida Valli e Farley Granger interpretò una giovane prostituta. Nonostante l'esiguità della parte dimostrò il proprio talento, approfondendo gli aspetti psicologici del personaggio.
La sua promettente carriera fu prematuramente interrotta a 19 anni da un tragico incidente aereo nei pressi di Rieti. Mentre faceva ritorno da Bruxelles a bordo di un DC-6 della Sabena, l'aereo si schianta sul Monte Terminillo, per un errore dei piloti dovuto al maltempo. A causa delle proibitive condizioni climatiche, il corpo fu rinvenuto nove giorni dopo l'incidente. È sepolta al cimitero del Verano.

## Filmografia

Marcella Mariani nel film Senso (1954) di Luchino Visconti

- Canzoni, canzoni, canzoni, regia di Domenico Paolella (1953)
- Siamo donne, regia di Alfredo Guarini (1953)
- Villa Borghese, regia di Gianni Franciolini (1953)
- Se vincessi cento milioni, regia di Carlo Campogalliani e Carlo Moscovini (1953)
- Il cantante misterioso, regia di Marino Girolami (1954)
- Donne e soldati, regia di Luigi Malerba e Antonio Macchi (1954)
- Senso, regia di Luchino Visconti (1954)
- Le ragazze di San Frediano, regia di Valerio Zurlini (1955)
- Mai ti scorderò, regia di Giuseppe Guarino (1956) (postumo)[3]